# L Tauri
L Tauri (106 Tauri) è una Stella bianca di sequenza principale di Classificazione stellare A5V con una magnitudine apparente pari a +5.28, una magnitudine assoluta uguale a 1,65.
È distante all'incirca 173 anni luce dalla Terra (circa 53 parsec).

## Occultazioni
Per la sua posizione prossima all'eclittica, tali stelle sono talvolta soggette ad occultazioni da parte della Luna e, più raramente, dei pianeti, generalmente quelli interni.
L'ultima occultazione planetaria, da parte di Venere, avvenne il 23 luglio 1953.
Le ultime occultazioni lunare di L Tauri avvennero rispettivamente nelle date:
- 6 ottobre 2012[2][3]
- 26 dicembre 2012[4][5].